# Amour apocalypse
Pour plus de détails, voir Fiche technique et Distribution.
Amour apocalypse est une comédie romantique québécoise réalisée par Anne Émond et sortie en 2025.
Il est sélectionné à la Quinzaine des cinéastes du Festival de Cannes 2025.

## Synopsis
Adam (Patrick Hivon) est un propriétaire d'un chenil souffrant de dépression et d'éco-anxiété. Après avoir acheté un appareil de luminothérapie pour contrer ses symptômes, il tombe amoureux de Tina (Piper Perabo), la représentante du service à la clientèle qui l'aide à installer l'appareil par téléphone, et entreprend un voyage pour la retrouver.

## Fiche technique
Sauf indication contraire, les informations mentionnées dans cette section peuvent être confirmées par les bases de données cinématographiques IMDb et Allociné,  présentes dans la section « Liens externes ».
- Titre original : Amour apocalypse[2]
- Titre de travail : Adam en dépression[3] et Adam[4]
- Titre anglais : Peak Everything
- Réalisation et scénario : Anne Émond
- Musique : Christophe Lamarche-Ledoux[5]
- Décors : Sylvain Lemaitre[5]
- Costumes : Patricia McNeil[5]
- Photographie : Olivier Gossot[5]
- Montage : Anita Roth[5]
- Production : Sylvain Corbeil[5]
  - Production déléguée : Marie-Claire Lalonde[5]
- Sociétés de production : Metafilms, en coproduction avec Sphère Média[3]
- Sociétés de distribution : Immina Films (Canada), L'Atelier Distribution (France)[6]
- Pays de production :  Canada
- Langue originale : français, anglais
- Format : couleur
- Genre : comédie romantique
- Durée : 100 minutes
- Dates de sortie : 
  - France : 18 mai 2025 (Festival de Cannes) ; 14 janvier 2026 (sortie nationale)[6]
  - Canada : 8 août 2025[2]

## Distribution
- Patrick Hivon : Adam
- Piper Perabo : Tina
- Gilles Renaud : Eugène
- Elizabeth Mageren : Romy
- Eric K. Boulianne (en) : Frank
- Gord Rand (en) : Scott
- Connor Jessup : Tom
- Leona Son : Rose
- Sienna Feghouli : Taylor
- Denis Houle : Denis
- Jean-Carl Boucher : Simon
- Benoît Mauffette : René
- Arlen Aguayo Stewart : Catalina
- Martin Dubreuil : M. Veilleux

## Production

### Développement
À la mi-février 2024, Anne Émond prépare son sixième long métrage, une comédie romantique, provisoirement intitulé Adam en dépression,  pour la société Metafilms, en coproduction avec Sphère Média. Fin avril, le titre change provisoirement en Adam.
En avril 2025, le titre Amour apocalypse est désormais officiel.

### Attribution des rôles
Fin mars 2024, Patrick Hivon annonce joindre bientôt au tournage d'Anne Émond. Mi-octobre, Piper Perabo est révélée à la fin du tournage, ainsi que Gilles Renaud, Elizabeth Mageren, Éric K. Boulianne, Connor Jessup et Gord Rand.

### Tournage
Le tournage a lieu au Grand Montréal (Québec) et à Grand Sudbury (Ontario), ainsi qu'à Saint-Jérôme (Québec) pour le pont Castonguay. Il prend fin le 19 octobre 2024,.

## Distinctions

### Sélections
- Festival de Cannes 2025 : sélection à la Quinzaine des cinéastes
- Grand Prix du Festival du film de Cabourg 2025
- Festival international du film de Toronto 2025 : film de clôture[12]